# Tvornica trolova
Tvornica trolova ili trolovi iz Olgina jedan od najčešćih naziva za tajnu organizaciji u Rusiji, koja širi manipulacije putem interneta. Korištenjem čarapka — lažnih identiteta utječu na javno mnijenje putem online foruma s komentara po želji ruske vlade.
Pojava državnih trolova u Rusiji je prvi put opisana već 2003. godine. U pozornost široke javnosti je došla tijekom anekcije Krima i rata u Ukrajini 2013. Službeni naziv te organizacije je „Агентство интернет-исследований“ (Agenstvo internet-issledovani, hrvatski agencija za itraživanje interneta), kao i „Федеральное агентство новостей“ (Federalnoje agenstvo novostei, FAN, hrvatski Federalna novinska afencija)
Tajna ruska agencija zapošljava ljude da pišu hvalospjeve o ruskoj vladi i šire propagandu Kremlja. Našla se prvi put u javnosti zahvaljujući bivše djelatnice da zadovoljštinu zbog niske nadnice i loših uvjeta rada zatraži na sudu. Tužbu je podnijela Ljudmila Savčuk, nekoć zaposlena u Agenciji za istraživanje interneta
Postoje tisuće lažnih računa na Twitteru, Facebooku, te ruskim mrežama LiveJournalu i VKontaktu, koji su usredotočeni na rat u Ukrajini.
U Ulici Savuškina 55 u Sankt Peterburgu nalazi se zgrada, koja se ni po čemu ne ističe, nema nikakve posebne oznake niti posebno uređen eksterijer. Pa ipak, ta četverokatnica je sjedište ruske internetske propagande. U toj zgradi rade stotine osoba, kojima je jedini zadatak visiti na internetu 12 sati dnevno i pisati blogove i komentare o tome kako je Putin odličan, a zapad ništa ne valja, piše The Guardian
Djelatnici rabe Proxy poslužitelje u svrhu prikrivanja svojih IP adresa.

## Stari trikovi u novom dobu
Ovakvo širenje dezinformacija je KGB u osamdesetima proširio glasinu da je AIDS zapravo umjetno stvoren virus kako bi došlo do istrebljenja crnaca u Americi. KGB je stvorio uvjerljivu medicinsku dokumentaciju i prevario novinare, koji su te informacije objavili. Danas, ono što bi KGB-u trajalo mjesecima se postiže s nekoliko blogova.
Većina trolova mladi su ljudi. Privučeni su relativno visokim plaćama od oko 700 do 900 eura mjesečno. Upute o tome što treba pisati dolaze izravno iz Kremlja. 
Novinar Andrej Sošikov iz Sankt Peterburga bio je jedan od prvih, koji su pisali o tvornici trolova. Oko 400 ljudi radi prema Sošikovu u zgradi. Čitatelji internetskih stranica "Russia Today" imaju utisak da je Rusija sveta otok, Obama krvavi diktator i daprava sloboda samo u Rusiji postoji.
U Srbiji trolovi regrutiraju uglavnom iz malih desnih stranaka. Kada je ruski oporbeni čelnik Boris Nemcov ubijen u Moskvi, srpski trolovi su brzo pisali: "To mora da je CIA, koji je drugi?", Tenor na srpskim vijestima bio. Suglasnost izjave su u stotinama, a komentari poput "Putin je odgovoran" samo je donosio ismijavanje.
Srpsko stanovništvo dobiva informacije o Rusiji uglavnom iz pro-ruskih medija, a trolovi su na liniji Kremlja. Rezultat: rašireno mišljenje u Srbiji da je ukrajinsko vodstvo fasištičko i da je Putin ima pravo anektirati Krim. Još jedna posljedica djelovanja trolova je da je podrška za pristup Srbije EU ispod 50 posto.